# Clara Jungmittag
Anna Clara Jungmittag, geb. Haueisen, auch Klara Jungmittag, (* 28. Oktober 1881 in Meerane; † 4. März 1961 in Bremen) war eine Bremer Politikerin (SPD).

## Biografie
Jungmittag verlor früh ihre Eltern. Als Älteste von vier Geschwistern musste sie für diese sorgen. Sie erlernte den Beruf einer Köchin und heiratete 1906 den Leipziger Formermeister Richard Jungmittag. Beide zogen 1908 nach Bremen und hatten vier Kinder. Ihr Mann engagierte sich schon zuvor in der SPD und in der Gewerkschaft, und so trat auch sie 1908 in die SPD ein. Eigenständig kümmerte sie sich um sozialpolitische Themen. Im Ersten Weltkrieg war sie im Zentralhilfeausschuss des Roten Kreuzes aktiv.
Nach dem Krieg, als 1919 sich das Frauenwahlrecht durchgesetzt hatte, wurde sie in die verfassungsgebende Bremer Nationalversammlung von 1919 bis 1920 gewählt. In den Folgejahren vertrat sie die SPD von 1920 bis 1933 in der Bremischen Bürgerschaft. Sie wirkte in der Deputation für das Gesundheitswesen mit. Schwerpunkt ihrer politischen Tätigkeit war die konkrete, erlebbare Sozialpolitik, durch die Verbesserung der Lebensverhältnisse der wirtschaftlich Schwachen erreicht werden konnten. Mit Helene und Wilhelm Kaisen war sie  politisch und freundschaftlich eng verbunden.
Zugleich war sie für die Arbeiterwohlfahrt (AWO) aktiv und gehörte zu den Gründern der AWO in Bremen. Auch in der Konsumgenossenschaft Vorwärts in Bremen wirkte sie seit 1919 unter anderem im Vorstand und im Aufsichtsrat mit.
Im Frühjahr 1933 erfolgte eine kurze Verhaftung durch die Nationalsozialisten. Sie lebte danach von 1933 bis 1945 politisch zurückgezogen in Bremen. Ihr Sohn Willi Jungmittag war in Berlin im Widerstand gegen den Nationalsozialismus in der Saefkow-Jacob-Bästlein-Organisation aktiv. Er wurde am 20. November 1944 deshalb hingerichtet.
Nach dem Zweiten Weltkrieg gründeten 1945 die Frauen der ersten Stunde wie Charlotte Niehaus, Ella Ehlers, Clara Jungmittag, Helene Kaisen und Anna Stiegler die 1933 verbotene AWO in Bremen neu. Jungmittag bewirtschafte zusammen mit ihrem Mann das Schullandheim Am weißen Berg in Etelsen. Wieder war sie in der SPD-Frauenarbeit tätig und zudem 1952 im Vorstand des neuen Nachbarschaftshauses Ohlenhof in Bremen-Gröpelingen sowie in einer Wärmhalle, wie die Vorläufer von Altentagesstätten auch genannt wurden.
Jungmittag war eine bedeutende Kraft der Bremer Frauenbewegung.
Ehrungen
- Die Klara-Jungmittag-Straße in Bremen-Obervieland wurde nach ihr benannt.